# Pokrywki

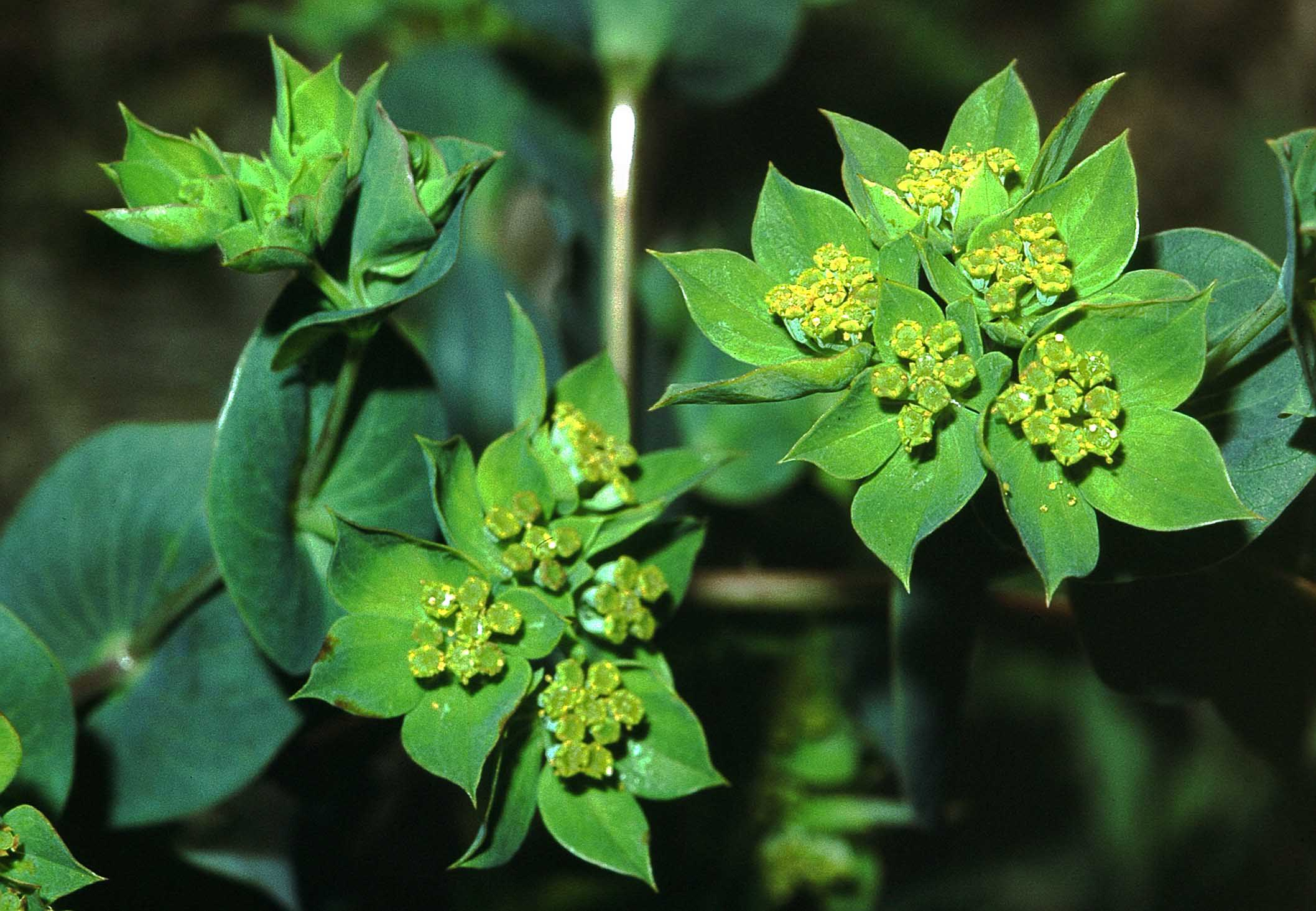
Duże pokrywki u przewiercienia okrągłolistnego

Pokrywki (łac. bracteolae involucelli, ang. bracteoles) – rodzaj listków  występujący u podstawy kwiatostanu – baldaszka u niektórych gatunków roślin w rodzinie selerowatych (dawniej zwanych baldaszkowatymi). Występowanie pokryw, ich morfologia i wielkość ma znaczenie przy oznaczaniu niektórych gatunków tych roślin. Pokrywki to odmiany przysadek.

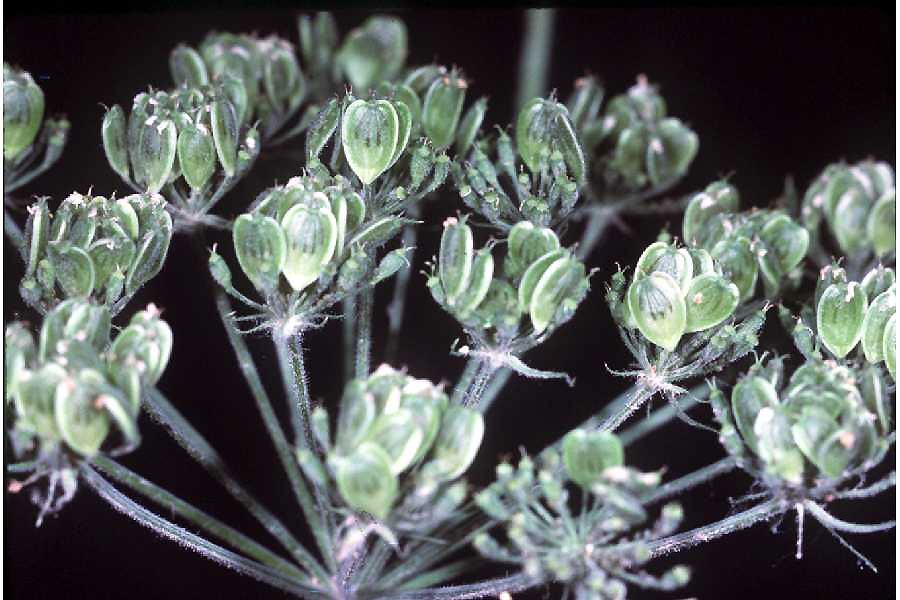
Drobne pokrywki u Heracleum lanatum